# Bravaisia grandiflora
Bravaisia grandiflora là một loài thực vật có hoa trong họ Ô rô. Loài này được Donn.Sm. mô tả khoa học đầu tiên năm 1902.